# Кузнец, Яков Мефодьевич
Яков Мефодьевич Кузнец (30 апреля 1906, Горенка — 20 июля 1983, Киев) — государственный и общественный деятель Украинской ССР, заслуженный мелиоратор Украинской ССР, активный участник партизанского движения в Украине во время Великой Отечественной войны 1941—1945 годов. Член ЦК КПУ в 1954—1956 гг.

## Биография
Родился 30 апреля 1906 года в селе Горенке (теперь Киево-Святошинского района Киевской области). Отец, Мефодий Яковлевич, работал лесничим в Межигорском лесничестве, в 1907 году погиб в лесу во время грозы. Мать, Евдокия Степановна, уроженка села Дымер Киевской губернии, осталась с четырьмя детьми.
С 1919 по 1921 год работал лесорубом Межигорского лесничества Пуща-Водица на строительстве узкоколейной железной дороги Киев-Святошино-Лютеж. С 1921 по 1923 год работал батраком. Одновременно в 1923 году окончил семилетнюю Пущанскую школу. Тогда же получил направление на учёбу в Киевскую мелиоративную профшколу, которую окончил в 1925 году. Проработав районным мелиоратором в Кричевском районе, получил путевку на обучение в Киевский мелиоративный институт, который окончил в 1930 году. Был направлен на работу в «Днепрострой» города Запорожье, где работал на бетонировании Днепрогэса. Оттуда был призван на действительную службу в Красную Армию. После окончания срока службы вернулся в Киев.
В 1936 году, когда на базе проектного бюро строительного треста «Укрмелиотрест» и проектной группы Киевской облгидромелиоконторы была создана контора «Гидромелиопроект», был назначен её руководителем. Работал начальником управления мелиорации Наркомата земледелия Украинской ССР.
Член ВКП(б) с 1940 года.
15 июня 1941 года был мобилизован в Красную Армию. Служил в 506-м гаубичном полку 139-й стрелковой дивизии. Попал в Уманское окружение, был в плену, вернулся в Киев.
С октября 1941 года — подпольщик в родном селе Горенка. В марте 1943 года организовал местный Киевский партизанский отряд, который в сентябре 1943 года присоединился к кавалерийскому соединению Михаила Наумова. С 12 декабря 1943 года — начальник штаба кавалерийского соединения Михаила Наумова, один из руководителей Степного рейда. 6 сентября 1944 года десантирован в Венгрию, командир Венгерского партизанского отряда, действовавшего в 40 км западнее города Мишкольц. Затем был командиром отдельного партизанского отряда в диверсионной бригаде имени Кутузова в Чехословакии.
В послевоенные годы (до 1953 года) работал начальником управления мелиорации, начальником главного управления ирригации и осушительной мелиорации Наркомата земледелия Украинской ССР, заместителем начальника Главводхоза, директором «Укргипроводхлопка», управляющим треста «Укрводпроект» министерства сельского хозяйства Украинской ССР.
В 1953—1968 годах — начальник управления строительства «Укрводстрой»; директор Украинского государственного проектно-разведывательного и научно-исследовательского института «Укргипроводхоз».
Постановлением Госсовета ПНР от 17.01.1964 за номером 0/27 был удостоен Золотого Креста ордена Virtuti Militari.
С 1968 года — персональный пенсионер союзного значения. Проживал в Киеве, где и умер 20 июля 1983 года.

## Награды
- орден Ленина
- два ордена Красного Знамени
- орден Отечественной войны 1-й ст.
- два ордена Трудового Красного Знамени
- орден «Знак Почёта»
- медали
- Почётная грамота Президиума Верховного Совета Украинской ССР
- заслуженный мелиоратор Украинской ССР (12.01.1968)

## Мемуары
- Кузнец Я. М. Мы идем на бой. — М., Политиздат, 1976.
- Кузнец Я. М. От  Днепра до Сана. — М., Политиздат, 1981.